# Hamish Rutherford
Hamish Duncan Rutherford (* 27. April 1989 in Dunedin, Neuseeland) ist ein neuseeländischer Cricketspieler, der zwischen 2013 und 2019 für die neuseeländische Nationalmannschaft spielte.

## Kindheit und Ausbildung
Sein Vater Ken Rutherford war selbst Kapitän der neuseeländischen Nationalmannschaft. Rutherford war Teil der neuseeländischen U19-Nationalmannschaft beim ICC U19-Cricket-Weltmeisterschaft 2008.

## Aktive Karriere
Rutherford gab sein First-Class-Debüt in der Saison 2008/09 für Otago. Nach guten Leistungen beim Titelgewinn Otago’s beim HRV Twenty20 2012/13 wurde er in die Nationalmannschaft berufen. Bei der Tour gegen England im Februar 2013 gab er sein Debüt in allen drei Formaten. Bei seinem Test-Debüt erzielte er ein Century über 171 Runs aus 217 Bällen. In der Saison 2013 kam es zum Gegenbesuch in England, bei dem ihm in den Twenty20s ein Fifty über 62 Runs gelang, wofür er als Spieler des Spiels ausgezeichnet wurde. Im Juli 2013 erhielt er einen Vertrag mit dem neuseeländischen Verband. Jedoch konnte er sich nur im Test-Team halten. Im Dezember 2013 erreichte er gegen die West Indies ein Fifty über 62 Runs. Bei der nächsten Vergabe der Verträge im Juli 2014 wurde er von der Vertragsliste genommen. Er erhielt weitere Einsätze, konnte dort jedoch nicht herausragen. In der Saison 2015 unterzeichnete er einen Vertrag mit Derbyshire in der County Championship. Im September 2019 erhielt er noch ein Mal einen Einsatz in Twenty20-Team in Sri Lanka, doch nachdem er dort mit 0 Runs ausschied, wurde er nicht mehr in die Nationalmannschaft berufen. Er spielte in der Folge weiter in England, unter anderem für Worcestershire, Glamorgan und Leicestershire. Im Januar 2024 erklärte er seinen Rücktritt von allen Formen des Crickets.